# Poe AI
Poe è una piattaforma di intelligenza artificiale (AI) di Quora.
L'aspetto notevole è che Poe non è costituito da un solo Chatbot, in quanto permette di utilizzare a piacimento l'intelligenza artificiale che più sopperisce alle esigenze specifiche dell'utente in quel dato momento. Poe raduna software basati su GPT-3, GPT-4, oppure che impersonificano personaggi famosi (come Warren Buffett nel campo dei consigli finanziari), oppure che si prodigano a trovare soluzioni tecnologiche, di programmazione, immagini, eccetera. 
L'aggiornamento costante della piattaforma lascia presagire sviluppi sempre più interessanti, anche dal punto di vista dell'abbattimento di alcune limitazioni sulla quantità di domande che si possono porre, dalla gratuità o meno del servizio, dalla necessità di registrazione dell'account, e così via.
Principalmente Poe offre la possibilità di sperimentare diverse soluzioni ed interagire con macchine che altrimenti non sarebbero facilmente accessibili all'utente privato.